# Чипсет
Чипсе́т (англ. chipset) — набор микросхем, спроектированных для совместной работы с целью выполнения набора заданных функций.
Так, в компьютерах чипсет, размещаемый на материнской плате, выполняет функцию связующего компонента (моста), обеспечивающего взаимодействие центрального процессора (ЦП) c различными типами памяти, устройствами ввода-вывода, контроллерами и адаптерами ПУ, как непосредственно через себя (и имея некоторые из них в своём составе), так и через другие контроллеры и адаптеры, с помощью многоуровневой системы шин. Так как ЦП, как правило, не может взаимодействовать с ними напрямую. Чипсет определяет функциональность системной платы. Он включает в себя интерфейс шины процессора и определяет в конечном счете тип и быстродействие используемого процессора. Определяет во многом тип, объём, быстродействие и вид поддерживаемой памяти, рабочие частоты различных шин, их разрядность и тип, поддержку плат расширения, их количество и тип, и т. д. Таким образом, этот набор микросхем относится к числу наиболее важных компонентов системы, во многом определяя её быстродействие, расширяемость, стабильность работы при различных настройках и условиях, модернизируемость, сферу применения и т. д. Являясь по сути основой платформы/системной платы, чипсеты встречаются и в других устройствах, например, в сотовых телефонах и сетевых медиаплеерах.

## История
В современном понимании этот термин появился в середине 1980-х. Первопроходцами стали разработчики компьютеров серии Amiga с чипсетом OCS (позже его сменил ECS и AGA). Немногим позже компания Chips & Technologies предложила чипсет CS8220 (основной чип 82C206) для IBM PC/AT-совместимых систем. Примерно тогда же появились компьютеры серии Atari ST, также созданные с использованием чипсета.
На развитие советской вычислительной техники, при существующих самобытных школах (Глушкова, Лебедева, Петрова, Ершова, Абрамова, Брусенцова, Каляева, Шура-Бура и др), существенное влияние оказали успешные разработки зарубежной микроэлектроники, в первую очередь американской. Специфика использования вычислительной техники в СССР и её разработки сыграли свою роль и в разработке отечественных «чипсетов» — ими стали так называемые «наборы микросхем» и «микропроцессорные комплекты». Учитывая состояние развития технологий на момент распада СССР и последующие события в стране, в настоящее время в России существует заметный перевес теоретических разработок над практическими.

## Чипсеты современных компьютеров
Чипсет материнских плат современных компьютеров состоит из двух основных микросхем (иногда объединяемых в один чип, т. н. системный контроллер-концентратор (англ. System Controller Hub, SCH)):
1. контроллер-концентратор памяти (англ. Memory Controller Hub, MCH[3][4]) или северный мост (англ. northbridge) — обеспечивает взаимодействие ЦП с памятью. Соединяется с ЦП высокоскоростной шиной (FSB, HyperTransport или QPI). В современных ЦП (например, Opteron, Itanium, Nehalem, UltraSPARC T1) контроллер памяти может быть интегрирован непосредственно в ЦП. В MCH некоторых чипсетов может интегрироваться графический процессор[5];
2. контроллер-концентратор ввода-вывода (англ. I/O Controller Hub, ICH[6]) или южный мост (англ. southbridge) — обеспечивает взаимодействие между ЦП и жестким диском, картами PCI, низкоскоростными интерфейсами PCI Express, интерфейсами IDE, SATA, USB и пр.

Иногда в состав чипсета включают микросхему Super I/O, которая подключается к южному мосту по шине Low Pin Count и отвечает за низкоскоростные порты: RS232, LPT, PS/2-клавиатуры и мыши.
Существуют и чипсеты, заметно отличающиеся от традиционной схемы. Например, у процессоров для разъёма LGA 1156 функциональность северного моста (соединение с видеокартой и памятью) полностью встроена в сам процессор, и следовательно, чипсет для LGA 1156 состоит из одного южного моста, соединенного с процессором через шину DMI.
Создание полноценной вычислительной системы для персонального и домашнего компьютера на базе, состоящей из столь малого количества микросхем (чипсет и микропроцессор) является следствием развития техпроцессов микроэлектроники развивающихся по закону Мура (см. историю вычислительной техники).

### Чипсеты для x86-процессоров
В создании чипсетов, обеспечивающих поддержку новых процессоров, в первую очередь заинтересованы фирмы-производители процессоров. Поэтому ведущими производителями процессоров (Intel и AMD) выпускаются пробные наборы (так называемые англ. reference-чипсеты) специально для производителей материнских плат. После обкатки на таких чипсетах выпускаются новые серии материнских плат, и по мере продвижения на рынок лицензии (а учитывая глобализацию мировых производителей, кросс-лицензии) выдаются разным фирмам-производителям и, иногда, субподрядчикам производителей материнских плат.
Список основных производителей чипсетов для архитектуры x86:
1. Intel: (см. Список чипсетов Intel)
2. NVidia: (см. Список чипсетов NVidia)
3. ATI/AMD: (см. Список чипсетов ATI[англ.], после покупки в 2006 году компании ATi корпорацией AMD, вошла в её состав как графическое подразделение AMD Graphics Products Group; также см. Список чипсетов AMD)
4. VIA: (см. Список чипсетов VIA[англ.])
5. SiS: (см. Чипсеты SiS)

## Чипсеты ARM
Для систем, использующих процессоры ARM, также создавались и создаются чипсеты. И если первые образцы (такие как ARM2 для Acorn Archimedes в составе собственно процессора и чипов IOC, MEMC, VIDC, VIDC20 и более поздний ARM3) были в целом похожи на современные им чипсеты IBM PC, то современные (такие как Qualcomm Snapdragon и Texas Instruments DaVinci), из-за ориентированности на мобильные устройства, заметно отличаются как по структуре, так и по техническим особенностям.